# Shāh Malekī
Shāh Malekī (persiska: شاه ملکی) är en ort i Iran.   Den ligger i provinsen Kermanshah, i den västra delen av landet, 400 km väster om huvudstaden Teheran. Shāh Malekī ligger 1 281 meter över havet och antalet invånare är 483.
Terrängen runt Shāh Malekī är huvudsakligen kuperad, men norrut är den bergig. Runt Shāh Malekī är det ganska tätbefolkat, med 207 invånare per kvadratkilometer. Närmaste större samhälle är Harsīn, 17,5 km öster om Shāh Malekī. Omgivningarna runt Shāh Malekī är i huvudsak ett öppet busklandskap.